# Giro del Lazio 2000
Il Giro del Lazio 2000, sessantaseiesima edizione della corsa, si svolse il 10 (o 16) settembre 2000 su un percorso di 200 km. La vittoria fu appannaggio dell'italo-britannico Maximilian Sciandri, che completò il percorso in 4h53'12", precedendo gli italiani Sergio Barbero e Mirko Celestino.
Sul traguardo di Roma 64 ciclisti, su 153 partenti da Rieti, portarono a termine la competizione.

## Ordine d'arrivo (Top 10)
| Pos. | Corridore            | Squadra                   | Tempo    |
| ---- | -------------------- | ------------------------- | -------- |
| 1    | Maximilian Sciandri  | Linda McCartney           | 4h53'12" |
| 2    | Sergio Barbero       | Lampre-Daikin             | s.t.     |
| 3    | Mirko Celestino      | Team Polti                | s.t.     |
| 4    | Francesco Casagrande | Vini Caldirola-Sidermec   | s.t.     |
| 5    | Sergej Lelekin       | Mobilvetta-Rossin         | s.t.     |
| 6    | Gorazd Štangelj      | Liquigas-Pata             | s.t.     |
| 7    | Oscar Mason          | Mercatone Uno-Albacom     | s.t.     |
| 8    | Ivan Basso           | Amica Chips-Tacconi Sport | s.t.     |
| 9    | Marco Serpellini     | Lampre-Daikin             | s.t.     |
| 10   | Filippo Simeoni      | Amica Chips-Tacconi Sport | s.t.     |